# Vikings (4.ª temporada)
A quarta temporada de Vikings foi anunciada pela History no primeiro semestre de 2015. Michael Hirst continua como showrunner e produtor executivo. A quarta temporada estreou em 18 de fevereiro de 2016.

## Elenco e personagens

### Principal
- Travis Fimmel como Rei Ragnar Lothbrok[3]
- Katheryn Winnick como Rainha Lagertha[3]
- Clive Standen como Duque Rollo[3]
- Gustaf Skarsgård como Floki[3]
- Alexander Ludwig como Bjorn Flanco de Ferro[3]
- Alyssa Sutherland como Rainha Aslaug[3]
- Ben Robson como Earl Kalf[3]
- Lothaire Bluteau como Imperador Charles da Frância Ocidental[4]
- John Kavanagh como Vidente
- Peter Franzén como Rei Harald Finehair[3]
- Jasper Pääkkönen como Halfdan, o Negro[3]
- Kevin Durand como Harbard[5]
- Moe Dunford como Príncipe Aethelwulf
- Alex Høgh como Ivar, o Sem Ossos
- Marco Ilsø como Hvitserk
- David Lindström como Sigurd Cobra-no-Olho
- Jordan Patrick Smith como Ubbe
- Linus Roache como Rei Ecbert de Wessex
- Jonathan Rhys Meyers como Bispo Heahmund[6]

### Recorrente
- George Blagden como Athelstan
- Dianne Doan como Yidu[3]
- Maude Hirst como Helga
- Owen Roe como Conde Odo de Paris
- Edvin Endre como Erlendur
- Georgia Hirst como Torvi
- Morgane Polanski como Princesa Gisla da Frância Ocidental
- Stephen Rockett como Hvitserk (jovem)
- Luke Shanahan como Ubbe (jovem)
- Elijah O'Sullivan como Sigurd Cobra-no-Olho (jovem)
- James Quinn Markey como Ivar, o Sem Ossos (jovem)
- Rosalie Connerty como Angrboda
- Huw Parmenter como Roland
- Karen Hassan como Therese
- Amy Bailey como Rainha Kwenthrith da Mércia
- Jennie Jacques como Princesa Judith da Nortúmbria
- Seán T. Ó Meallaigh como Prudêncio de Troyes
- Des Carney como Waerferth, o Escoteiro
- Conor Ó Hanlon como Alfred (bebê)
- Philip O'Sullivan como Bispo Edmund
- Nathan O'Toole como Bjorn (jovem)
- Niall Cusack como Abbot Lupus
- Ivan Kaye como Rei Aelle da Nortúmbria
- Tom Hopkins como Arquibispo Francês
- Ruby O'Leary como Gyda
- Josefin Asplund como Astrid
- Ida Marie Nielsen como Margrethe
- Anton Giltrap como Guthrum
- Charles Last como William
- Isaac O'Sullivan como Alfred (criança)
- André Eriksen como o Homem da capa preta
- Sinead Gormally como Tanaruz
- Charlie Kelly como Egil
- Cathy White como Rainha Ealhswith da Nortúmbria
- Jack Nolan como Earl Jorgensen
- Sophie Vavasseur como Princesa Ellisif
- Gary Buckley como Earl Vik
- Gary Murphy como Bispo Unwan

### Convidado especial
- Josh Donaldson como Hoskuld[7]

### Convidado
- Søren Pilmark como Stender
- Frankie McCafferty como Sinric
- Steve Wall como Einar
- Cillian O'Sullivan como Eirik
- Barry McGovern como um arquibispo francês
- Robban Follin como Berserker
- Declan Conlon como Lorde Wigstan
- John Kavanagh como Papa Leo IV
- Adam McNamara como Thorhall
- Jack Walsh como John Scotus Eriugena
- Cameron Hogan como Magnus

## Produção
Uma co-produção irlandesa-canadense apresentada pela Metro-Goldwyn-Mayer, a quarta temporada de Vikings foi desenvolvida e produzida pela Octagon Films nos 16 primeiros episódios, pela TM Productions nos 4 últimos episódios, e pela Take 5 Productions. Morgan O'Sullivan, Sheila Hockin, Sherry Marsh, Alan Gasmer, James Flynn, John Weber e Michael Hirst são creditados como produtores executivos. A quarta temporada foi produzida por Keith Thompson nos 8 primeiros e nos 4 últimos episódios, e por Sanne Wohlenberg do episódio 9 ao episódio 16. Bill Goddard e Séamus McInerney são os co-produtores.
A equipe de produção da quarta temporada inclui os diretores de escolha de elenco Frank e Nuala Moiselle, o designer de figurino Joan Bergin, o supervisor de efeitos visuais Dominic Remane, os designers de dublês Franklin Henson e Richard Ryan, o compositor Trevor Morris, o designer de produção Mark Geraghty, os editores Aaron Marshall no primeiro, quarto, sétimo, décimo quinto e décimo oitavo episódio, Christopher Donaldson no segundo, quinto e oitavo episódio, Tad Seaborn no terceiro, sexto, nono, décimo primeiro, décimo terceiro, décimo sexto e décimo nono episódio, e Don Cassidy no décimo, décimo segundo, décimo quarto, décimo sétimo e vigésimo episódio, e os cineastas Pj Dillon nos 8 primeiros e nos 4 últimos episódios, e Owen McPolin do episódio 9 ao episódio 16.

## Episódios
| Parte 1 |    |                                                                                    |                 |               |                         |
| 30 | 1  | "A Good Treason" "(Uma Boa Traição)" (BR)                                          | Ciarán Donnelly | Michael Hirst | 18 de fevereiro de 2016 |
| Ragnar, ferido e perto da morte, tem um sonho de caminhar em direção aos portões abertos de Valhalla, apenas para vê-los perto dele. Aslaug pergunta ao vidente se uma mulher governaria Kattegat, se Ragnar morrer. Bjorn faz Floki ser preso por matar Athelstan. Quando Ragnar desperta, ele castiga Bjorn por aprisionar seu amigo. Bjorn quer provar a si mesmo sobrevivendo no fundo da região selvagem. Aslaug conquista uma nova escrava, Yidu. Em Hedeby, o Earl Kalf anuncia que ele e Lagertha irão compartilhar o Earldom, à aversão de Einar. Kalf convida Einar e seus homens a votar no exílio de Lagertha, depois os liga, matando os dissidentes e permitindo que Lagertha mate Einar. Em Paris, Rollo está vivendo como um nobre franco. Ele se casa com a Princesa Gisla, que chora pela cerimônia e segura uma faca na garganta na noite de núpcias. Rollo viaja para o acampamento viking fora de Paris e ordena seu massacre. |    |                                                                                    |                 |               |                         |
| 31 | 2  | "Kill the Queen" "(Mate a Rainha)" (BR)                                            | Ciarán Donnelly | Michael Hirst | 25 de fevereiro de 2016 |
| Bjorn partiu sozinho em direção ao intenso inverno escandinavo. Helga liberta Floki de seu castigo. Ragnar confronta Helga, que admite o que ela fez, e ele diz que ele entende. Ubbe acompanha a perseguição de Floki e descobre que ele se esconde em uma corrente em baixo da água. Depois que ele é capturado, Ragnar coloca Floki dentro de uma caverna úmida. Ragnar encontra Helga cavando uma sepultura no chão congelado para a filha. Em Wessex, O Rei Ecbert propõe resgatar a Princesa Kwenthrith da Mércia e seu filho, que estão sendo mantidos por nobres rebeldes. Aethelwulf se envolve na batalha e resgata Kwenthrith. Aethelwulf não sabe que sua esposa Judith está dormindo com seu pai. Na Frância, o Duque Rollo tenta assimilar, cortando o cabelo e se vestindo adequadamente, mas continua sendo ridicularizado por sua nova esposa. Ele propõe construir fortalezas para impedir que os vikings venham de veleiro. |    |                                                                                    |                 |               |                         |
| 32 | 3  | "Mercy" "(Misericórdia)" (BR)                                                      | Ciarán Donnelly | Michael Hirst | 3 de março de 2016      |
| Ragnar e Rei Ecbert experimentam visões separadas de Athelstan, que retransmite as palavras "misericórdia". Rollo começa a aprender o idioma de Frância. Kalf contrata um berserker para assassinar Bjorn, em nome de Erlendur. Bjorn mata um urso que escapou da armadilha dele. Floki e Helga lutam com a morte de sua filha. Ragnar aproxima-se da caverna e libera Floki. Lagertha dorme com Kalf e ele diz que a ama. Aethelwulf retorna com a Rainha resgatada Kwenthrith e seu filho Magnus. A obsessão de Judith com Athelstan continua. Wessex continua preparando seus soldados. Na Frância, o Conde Odo se prepara para defender Paris. |    |                                                                                    |                 |               |                         |
| 33 | 4  | "Yol" "(Yol)" (BR)                                                                 | Helen Shaver    | Michael Hirst | 10 de março de 2016     |
| Floki visita o Vidente, que lhe diz que esperou centenas de anos para a chegada de Floki e lambe a mão de Floki em vez do contrário. Aslaug pede-lhe para ensinar Ivar o caminho dos deuses. Ragnar se aproxima de Yidu e a deixa morar em sua pousada particular. Ela dá Ragnar "medicina" de sua China natal, o que leva a uma noite de alucinação. Na região selvagem, Bjorn encontra o berserker e o mata. Ele descobre que o berserker tem o anel do Rei Horik. Bjorn chega de volta a Hedeby e quer sair com a esposa de Erlendur, Torvi. Rollo é servido papéis de divórcio, mas já aprendeu a linguagem, o que impressiona Gisla. Ele lhe dá o braço para mostrar lealdade a ela. Em Wessex, o Rei Aelle confronta Judith sobre seu caso com o Rei Ecbert. Enquanto isso, durante a celebração do Yol em Kattegat, o Rei Harald Finehair chega e declara que quer se tornar Rei de toda a Noruega. Ragnar então chega para ver Harald sentado em seu salão. |    |                                                                                    |                 |               |                         |
| 34 | 5  | "Promised" "(Prometido)" (BR)                                                      | Helen Shaver    | Michael Hirst | 17 de março de 2016     |
| Ragnar e Bjorn discutem se eles confiam no Rei Harald. Ragnar é viciado em "medicina" de Yidu e discute seus segredos. Yidu diz que seu pai é um imperador chinês, enquanto Ragnar confessa a perda de seu assentamento inglês. O irmão do Rei Harald Halfdan chega em Kattegat, e Ragnar sabe que ele está ansioso para matar cristãos. Enquanto isso, Torvi revela a Bjorn que o anel que ele carregava, que ele tirou do berserker, era de Erlendur. Em Wessex, Aethelwulf e Judith argumentam, e Judith diz que eles são casados apenas com o nome. Aethelwulf com a Rainha Kwenthrith que eles precisam lutar para restaurar seu poder em Mércia. Em Paris, Therese e Roland revelam a Charles que Odo planeja derrubá-lo. Em Hedeby, Lagertha revela a Kalf que está grávida, e Kalf pede que ela se case com ele. Porém o casamento arranjado não sai como planejado, pois Lagertha mata Kalf. |    |                                                                                    |                 |               |                         |
| 35 | 6  | "What Might Have Been" "(O Que Poderia Ter Sido)" (BR)                             | Ken Girotti     | Michael Hirst | 24 de março de 2016     |
| Em Kattegat, Ragnar anuncia seu plano para atacar Paris, e dá a Ubbe e Hvitserk seus anéis de braço, para que eles possam viajar com ele. Antes de partir, Ragnar pergunta ao Vidente sobre como vai morrer; ele responde que Ragnar vai morrer no dia em que "um cego o ver". Em Wessex, Ecbert envia Aethelwulf e Alfred em peregrinação a Roma. Em Paris, Charles pede a Rollo que não volte para Ragnar, e Rollo assegura que não o fará. Odo revela a Teresa que ele terá Charles matado e derrubado. Enquanto isso, em Kattegat, depois que os guerreiros partiram, Harbard retorna. Uma tempestade joga os navios do Viking fora do curso. Ragnar, Lagertha e Harald chegam na França, onde montaram o campo. Harald e Halfdan levam seus prisioneiros franceses e os queimam vivos, animados por Erlendur. Uma vez que os navios restantes chegam, os Vikings voam para o rio em direção a Paris. Ragnar toma mais "remédio" e alucina. Quando os navios se aproximam de Paris, eles vêem Rollo esperando com seus novos aliados franceses. |    |                                                                                    |                 |               |                         |
| 36 | 7  | "The Profit and the Loss" "(O Lucro e a Perda)" (BR)                               | Ken Girotti     | Michael Hirst | 31 de março de 2016     |
| Ragnar sugere atacar tanto do rio como da terra. Rollo percebe que os guerreiros de Lagertha ficaram presos no pântano, e dispara sobre eles e os navios. À medida que os navios se aproximam dos fortes, Rollo ordena aos francos que levantem uma corrente de metal entre eles, o que invadirá alguns navios. O ataque de Lagertha se retira, e os francos começam a incendiar os navios dos Vikings. Bjorn resgata Harald e Halfdan, e Ragnar salva Floki. Enquanto os Vikings se retiram, Ragnar grita para Rollo que ele salvou sua vida, quando todo mundo o quer morto. Enquanto isso, em Kattegat, Sigurd observa enquanto Harbard e Aslaug se beijam. Em Wessex, Ecbert vai para Mércia; ele chega ao encontro do Príncipe Wigstan, que lhe diz que o povo da Mércia não aceitam Kwenthrith como Rainha. Ele diz a Ecbert que entregará Mércia para ele. Em Paris, os Vikings retornam ao seu campo, que Roland tem emboscado; Helga está viva, mas ferida, enquanto os filhos de Ragnar e Yidu estão escondidos ilesos. Ragnar exige mais "remédio" de Yidu. Floki tem uma visão de Harbard ter relações sexuais com Aslaug. Bjorn exige um novo plano de Ragnar. Ragnar responde que eles vão se retirar amanhã, enquanto murmurava para cabeça decapitada. |    |                                                                                    |                 |               |                         |
| 37 | 8  | "Portage" "(O Transporte)" (BR)                                                    | Ken Girotti     | Michael Hirst | 7 de abril de 2016      |
| O retiro dos Vikings e a liderança de Ragnar são questionados por Harald. Ragnar diz a Bjorn para pousar perto de um penhasco, e revela um novo plano: eles levam os navios por terra, atrás dos fortes francos. Em Paris, Odo diz a Charles que não devem confiar em Rollo, e Roland concorda. Gisla revela que ela carrega o filho de Rollo. Odo encontra Therese, mas ela e Roland o tragam e executam. Rollo é premiado com a Mão de Ferro da Frância. Em Wessex, Ecbert retorna após a vitória sobre Mércia, mas diz a Kwenthrith que ela não é mais Rainha. Enquanto isso, em Kattegat, Aslaug vê Harbard com outras mulheres e está com ciúmes. Ela o confronta, e ele sai. Na Frância, Ragnar pergunta a Yidu por mais drogas, mas ela o nega. Eles argumentam e ela o ameaça revelando seu segredo de Wessex. Ragnar a afoga em um ataque de raiva. Em Wessex, Kwenthrith tenta matar o Rei Ecbert. |    |                                                                                    |                 |               |                         |
| 38 | 9  | "Death All 'Round" "(Morte por Toda a Parte)" (BR)                                 | Jeff Woolnough  | Michael Hirst | 14 de abril de 2016     |
| Enquanto os Vikings carregam seus navios por terra, Harald e Halfdan matam uma família franca. Lagertha tem um aborto espontâneo e é consolado por Ragnar. Aethelwulf e Alfred chegam em Roma, e o Papa faz um cônsul Alfred. Em Wessex, Ecbert é coroado Rei de Wessex e da Mércia. O Rei Aelle está descontente quando Ecbert lhe diz que não são mais iguais. Em Kattegat, Sigurd descobre morte de Siggy; ele diz a Aslaug, que se encolhe de ombros e brinca com Ivar. Em Paris, Charles nomeia Roland seu protetor. Os Vikings chegam fora de Paris. Erlendur diz a Torvi que deve matar Bjorn, ou ele matará seu filho; ela se aproxima de Bjorn com a besta de Erlendur, mas gira e mata Erlendur. Bjorn diz a Ragnar que Paris não pode ser tomada sem ele. Ragnar responde que não se importa com Paris, e que veio para matar Rollo. À medida que os Vikings navegam para Paris, Ragnar murmura que deve matar Rollo. |    |                                                                                    |                 |               |                         |
| 39 | 10 | "The Last Ship" "(O Último Navio)" (BR)                                            | Jeff Woolnough  | Michael Hirst | 21 de abril de 2016     |
| Uma frota de navios francos liderados por Rollo se aproxima dos Vikings. Em Paris, Charles executou Roland e Therese, enquanto Gisla reza por Rollo. A batalha dos Vikings e dos francos, e os vikings derrotam a primeira onda francesa. Rollo leva seus navios remanescentes para a batalha. Halfdan, Floki e Lagertha estão feridos. Ragnar e Rollo começam a lutar. Os francos ganham a vantagem, e Ragnar diz a Bjorn que leve Lagertha e se retire. Ragnar carrega Rollo, mas é agarrado e jogado de volta para um navio, enquanto eles se retiram. Rollo é recebido por Charles e Gisla, e aclamado por Paris. Enquanto isso, em Kattegat, muitos anos se passam. Ragnar desapareceu. Thorhall entrega a notícia para Aslaug e Bjorn que o assentamento nórdico na Inglaterra tinha sido abatido, e também que Ragnar tem um filho chamado Magnus em Wessex. Bjorn conta a seus irmãos. Ele planeja navegar no Mediterrâneo. Ragnar volta para Kattegat e desafia seus filhos a matá-lo se quiserem se tornar o Rei. |    |                                                                                    |                 |               |                         |
| Parte 2 |    |                                                                                    |                 |               |                         |
| 40 | 11 | "The Outsider" "(O Forasteiro)" (BR)                                               | Daniel Grou     | Michael Hirst | 30 de novembro de 2016  |
| Ragnar retorna a Kattegat e existem segredos a serem revelados. Ele arquiteta um plano para retornar a Wessex e consertar os erros do passado, mas descobre que aqueles que eram seus aliados mais fiéis agora possuem planos próprios. Mesmo os filhos Lothbrok se recusam a se juntar ao pai na missão — exceto um deles. |    |                                                                                    |                 |               |                         |
| 41 | 12 | "The Vision" "(A Visão)" (BR)                                                      | Daniel Grou     | Michael Hirst | 7 de dezembro de 2016   |
| Os habitantes locais de Kattegat dizem a Ragnar que os deuses o deixaram ao mesmo tempo em que ele sofre para reunir o necessário para a viagem a Wessex. É Bjorn que possui o carisma agora, conforme se prepara para realizar seu sonho de longa data de explorar o Mediterrâneo em um novo barco construído por Floki. Em contrapartida, Ragnar deve aceitar embarcações usadas e uma tripulação que ele subornou. Mais tarde, Aslaug tem a premonição que a frota será perdida em uma grande tempestade e avisa a Ragnar e seu filho precioso, Ivar, mas eles não escutam. |    |                                                                                    |                 |               |                         |
| 42 | 13 | "Two Journeys" "(Duas Jornadas)" (BR)                                              | Sarah Harding   | Michael Hirst | 14 de dezembro de 2016  |
| A frota de Ragnar afunda e é levada até a costa de Wessex, mas sem sobreviventes suficientes para formar uma força digna. Assim, Ragnar e Ivar precisam tomar uma difícil decisão. Enquanto isso, Rollo se reúne com seus camaradas Vikings mais uma vez e não consegue resistir a se juntar a Bjorn em sua viagem, o que coloca em risco seu casamento e sua nova identidade franca. Enquanto isso, Lagherta atrai Ubbe e Sigurd ao seu condado e aprisiona-os, para poder mais facilmente tomar Kattegat e matar a rainha Aslaug. Ragnar arrisca-se ao levar Ivar até a Royal Villa em Wessex, o que deixa ele e seu filho à mercê do Rei Ecbert. |    |                                                                                    |                 |               |                         |
| 43 | 14 | "In the Uncertain Hour Before the Morning" "(Na Hora Incerta Antes da Manhã)" (BR) | Sarah Harding   | Michael Hirst | 21 de dezembro de 2016  |
| Lagertha tenta cumprir uma ambição de longa data; Ragnar negocia uma concessão inesperada do Rei Ecbert. |    |                                                                                    |                 |               |                         |
| 44 | 15 | "All His Angels" "(Todos os Seus Anjos)" (BR)                                      | Ciarán Donnelly | Michael Hirst | 28 de dezembro de 2016  |
| Ragnar e Ivar estabelecem um novo nível de compreensão enquanto conspiram contra os saxões. |    |                                                                                    |                 |               |                         |
| 45 | 16 | "Crossings" "(Cruzamentos)" (BR)                                                   | Ciarán Donnelly | Michael Hirst | 4 de janeiro de 2017    |
| A frota de Bjorn lança um ataque surpresa, enquanto a busca de Lagertha pelo poder continua em Kattegat. |    |                                                                                    |                 |               |                         |
| 46 | 17 | "The Great Army" "(O Grande Exército)" (BR)                                        | Jeff Woolnough  | Michael Hirst | 11 de janeiro de 2017   |
| Um grande exército Viking se reúne em Kattegat, quando Lagertha permanece vigilante na ausência de Bjorn. |    |                                                                                    |                 |               |                         |
| 47 | 18 | "Revenge" "(Vingança)" (BR)                                                        | Jeff Woolnough  | Michael Hirst | 18 de janeiro de 2017   |
| O plano de Ragnar é realizado; o exército Viking atraca na costa da Nortúmbria. |    |                                                                                    |                 |               |                         |
| 48 | 19 | "On the Eve" "(Na Véspera)" (BR)                                                   | Ben Bolt        | Michael Hirst | 25 de janeiro de 2017   |
| O exército Viking avança através do campo inglês, enquanto o Rei Ecbert e Aethelwulf procuram defender o reino. |    |                                                                                    |                 |               |                         |
| 49 | 20 | "The Reckoning" "(O Acerto de Contas)" (BR)                                        | Ben Bolt        | Michael Hirst | 1 de fevereiro de 2017  |
| O Príncipe Aethelwulf é alvo do plano de batalha dos Vikings, quando Ecbert fica para trás elaborando seu próprio plano. |    |                                                                                    |                 |               |                         |